# Vollpipett

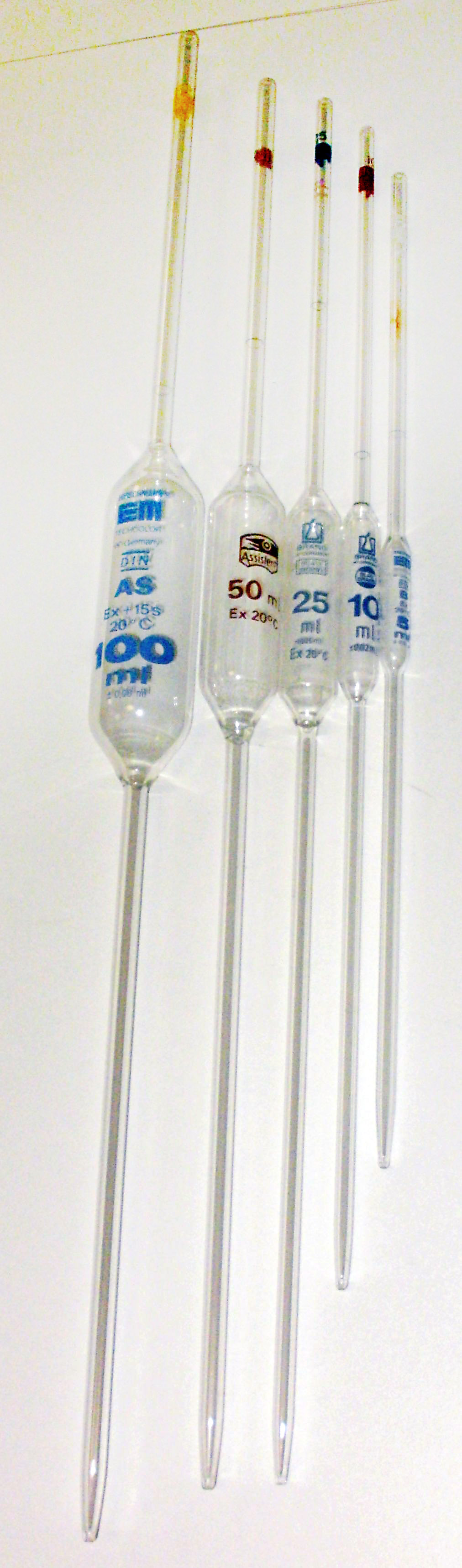
Vollpipetter av några olika standardstorlekar. Notera att det nedre röret, som det skall passera vätska genom, har större innerdiameter än det övre, genom det huvudsakligen skall passera luft. Den smalare diametern gör att avläsningen kan göras mycket noggrant. Lägg också märke till färgmärkningen vid toppen av det övre röret (femmillilterspipetten längst till höger har en vit ring vilken är nästan ourskiljbar mot bakgrunden.), vilket gör att man snabbt kan hitta rätt pipett när de står "huller om buller" i ett pipettställ.

En vollpipett (uttlas "foll-" - från tyska voll, "full") är ett redskap, pipett, vanligen gjort av borsilikatglas, som används vid överföring av en noggrant bestämd volym vätska från ett kärl till ett annat. Den består av en cylindrisk behållare med två anslutna rör. Det nedre röret (som är långt och smalt för att, exempelvis, kunna nå ner genom den långa smala halsen på en mätkolv) sänks ner i den vätska som skall sugas upp och har en avsmalnande spets, och det övre röret, genom vilket man suger, har en ännu smalare innerdiameter än det nedre och är försett med en nivåmarkering. Man suger upp vätska (använd inte munnen utan en peleusboll eller annan typ av "pipettsug") tills den nått någon centimeter över markeringen, varefter man långsamt släpper ut vätska till dess att menisken tangerar nivåmarkeringens överkant (sett vinkelrätt från sidan). När man sedan släpper ut vätskan ur pipetten skall man låta den rinna själv (och bara "droppa av" den mot kärlväggen eller vätskeytan) och inte blåsa ur den, eftersom den är kalibrerad för att det skall stanna kvar vätska i spetsen. På pipetten anges förutom dess volym, även vid vilken temperatur (vanligen 20 °C) denna volym gäller. 
Om man skall göra en mer exakt analys måste man bestämma pipettens volym genom invägning med avjonat eller destillerat vatten.
Vollpipetter tillverkas i bestämda standardstorlekar - typiskt 1, 2, 5, 10, 20, 25, 50 och 100 ml. Skall man ha en annan volym vätska kan man använda mätpipett i stället, men eftersom en sådan är jämnbred, är den också mindre noggrann än vollpipetten där nivåmarkeringen sitter på ett smalt rör.

## Färgkodning
Vollpipetter har en färgad ring nära toppen av det övre röret enligt ISO 1769:1975. Nedan ges färgkoden hos vanligare standardvolymer:
| Volym  | Färg   |
| ------ | ------ |
| 1 ml   | blå    |
| 2 ml   | orange |
| 5 ml   | vit    |
| 10 ml  | röd    |
| 20 ml  | gul    |
| 25 ml  | blå    |
| 50 ml  | röd    |
| 100 ml | gul    |